# Oblivion Battery
Bōkyaku Battery (jap. 忘却バッテリー) ist eine Manga-Serie von Eko Mikawa, die seit 2018 in Japan erscheint. Die Sport-Serie wurde 2024 als Anime-Fernsehserie umgesetzt, die international als Oblivion Battery veröffentlicht wurde.

## Inhalt
Unter den Spielern im Mittelschul-Baseball waren Pitcher Haruka Kiyomine und Catcher Kei Kaname als erfolgreiches Duo berühmt. Alle erwarten, dass sie auf eine Oberschule mit einer erfolgreichen Mannschaft gehen. Taro Yamada dagegen hat wie viele, die gegen das Duo verloren haben, die Lust am Sport verloren und geht auf eine städtische Schule. Dort trifft er zu seiner Überraschung auf Kiyomine und Kaname – und letzterer benimmt sich unerwartet albern und tollpatschig. Er leidet an Gedächtnisverlust und hat alle Erinnerungen an Baseball und seine bisherige Karriere verloren. Außerdem will er lieber einen ruhigen Schulalltag verleben, als wieder damit anzufangen. Kiyomine, der mit ihm seit frühester Kindheit befreundet ist, weicht jedoch nicht von seiner Seite und will nur mit ihm Baseball spielen. Als sich an der Schule ein Baseballklub gründet, drängt er Kaname dazu, beizutreten. Auch Yamada macht mit, auch wenn seine frühere Begegnung mit dem damals angsteinflößenden Duo ihm noch in den Knochen sitzt. Es zeigt sich, dass Kiyomine in nichts nachgelassen hat. Kaname aber hat wirklich alles über das Spiel vergessen und kann nur schwer Kiyomines Würfe fangen. Bald werden sie von Aoi Todo und Shunpei Chihaya bemerkt. Die beiden wurden wie Yamada durch den Erfolg von Kiyomine und Kaname aus dem Baseball gedrängt. Sie sind wie er überrascht, das Duo nun an einer städtischen Schule zu finden. Zunächst weigern sie sich, im Klub mitzumachen, werden dann aber doch überredet und die Fünf freunden sich an.
Außer den fünf früheren Top-Spielern ihrer jeweiligen Mittelschul-Mannschaften besteht das Team nur aus Anfängern. So haben sie viel Mühe beim Training und müssen dazu noch Kanames Können ganz neu aufbauen. Bei einem Trainingsspiel gegen Eiichiro Kokuto wird Kaname von einem Ball getroffen und entwickelt eine Angst vor den Bällen. Kokuto ist enttäuscht von der Leistung der früher berühmten Spieler. Mit viel Training können sie Kanames Angst besiegen. Ähnlich gelingt es ihnen, Todos Probleme beim Werfen in den Griff zu bekommen, die ihn Jahre zuvor den Baseball aufgeben ließen. Schließlich stößt der flinke Otaku Kazuki Tsuchiya zur Mannschaft, der von Sport zunächst zwar wenig hält, sich dann von den ungewöhnlichen Charakteren der Teamkollegen aber doch begeistern lässt. Um endlich voranzukommen, versuchen die Freunde, Kanames Gedächtnisverlust zu überwinden. Zu aller Überraschung scheint dies eines Morgens tatsächlich gelungen zu sein. Kaname erinnert sich wieder an seine Vergangenheit, ist ernst und zugleich eine Unterstützung für alle. Durch ihn können sie ein weiteres Trainingsspiel absolvieren, gegen die Mannschaft von Hironobu Makita. Er spielte früher mit Chihaya zusammen. Die Erinnerungen daran bringen Chihayas Minderwertigkeitsgefühl wegen seiner geringen Körpergröße wieder zum Vorschein. Und zu allem Übel verliert Kaname während des Spiels wieder sein Gedächtnis und wird erneut zum albernen Anfänger. Doch Chihaya kann sein Minderwertigkeitsgefühl überwinden, indem er sich auch auf die anderen in seiner Mannschaft verlässt, und trotz Kanames unausgereifter Leistung können sie das Spiel gewinnen.

## Veröffentlichungen
Der Manga erscheint seit April 2018 im Online-Magazin Shonen Jump+ des Verlags Shūeisha. Dieser bringt die Serie auch in bisher 20 Sammelbänden heraus (Stand: Dezember 2024). Eine erste Umsetzung des Stoffs als Anime entstand für das Jump Special Anime Festa 2020, ein Online-Streamingevent. Der 20 Minuten lange Film entstand bei Studio MAPPA.
Ebenfalls bei MAPPA wurde für 2024 eine Fernsehserie produziert, bei der Makoto Nakazono Regie führte. Die Drehbücher schrieb Michiko Yokote und das Charakterdesign entwarf Hitomi Hasegawa. Die künstlerische Leitung lag bei Yuki Funagakure, die 3D-Animationen leitete Kōhei Ogawa und für die Kameraführung war Yūki Kawashita verantwortlich. Die Tonarbeiten leitete Yasushi Nagura. Der Anime wurde erstmals im August 2023 angekündigt. Die zwölf Folgen mit je 23 Minuten Laufzeit wurden vom 9. April bis zum 3. Juli 2024 von den Sendern TV Tokyo und AT-X in Japan gezeigt. Die internationale Veröffentlichung erfolgte parallel dazu auf der Plattform Crunchyroll per Streaming, unter anderem mit deutschen, englischen und französischen Untertiteln.

### Synchronisation
| Rolle           | japanischer Stimme (Seiyū) |
| --------------- | -------------------------- |
| Kei Kaname      | Mamoru Miyano              |
| Haruka Kiyomine | Toshiki Masuda             |
| Shuto Kirishima | Kengo Kawanishi            |
| Hironobu Makita | Mark Ishii                 |
| Shunpei Chihaya | Nobunaga Shimazaki         |
| Eiichiro Kokuto | Takeo Ōtsuka               |
| Aoi Todo        | Yōhei Azakami              |
| Kazuki Tsuchiya | Yoshitaka Yamaya           |
| Taro Yamada     | Yūki Kaji                  |

### Musik
Die Musik der Serie komponierten Hiroko Yamasaki und Tomoki Kikuya. Das Vorspannlied ist Lilac von Mrs. Green Apple und für den Abspann verwendete man das Lied Wasurena Uta von Macaroni Enpitsu.